# Gil Merrick
Gil Merrick, né le 26 janvier 1922 à Birmingham (Angleterre), mort le 3 février 2010, est un footballeur anglais, qui évolue au poste de gardien de but à Birmingham City et en équipe d'Angleterre dans les années 1950.

## Carrière de joueur
- 1939-1960 : Birmingham City

### Palmarès

#### En équipe nationale
- 23 sélections et 0 but avec l'équipe d'Angleterre entre 1951 et 1954.

#### Avec Birmingham City
- Vainqueur du Championnat d'Angleterre de football D2 en 1948 et 1955.
- Finaliste de la Coupe des villes de foires en 1960.
- Finaliste de la Coupe d'Angleterre de football en 1956.

## Carrière d'entraîneur
- 1960-1964 : Birmingham City

### Palmarès

#### Avec Birmingham City
- Vainqueur de la Coupe de la Ligue anglaise de football en 1963.
- Finaliste de la Coupe des villes de foires en 1961.
- Finaliste de la Coupe d'Angleterre de football en 1956.